# Пагаццано
Пагаццано, Паґаццано (італ. Pagazzano) — муніципалітет в Італії, у регіоні Ломбардія,  провінція Бергамо.
Пагаццано розташоване на відстані близько 470 км на північний захід від Рима, 38 км на схід від Мілана, 18 км на південь від Бергамо.
Населення — 2083 особи (2014).
Щорічний фестиваль відбувається 27 серпня. Покровитель — Santi Nazario e Celso.

## Демографія
Населення за роками:

Станом на 1 січня 2023 року в муніципалітеті офіційно проживало 269 іноземців з 21 країни, серед них 26 громадян країн Євросоюзу та 7 громадян України.

## Сусідні муніципалітети
- Баріано
- Бриньяно-Джера-д'Адда
- Караваджо
- Моренго